# Gracillina
Gracillina là một chi bướm đêm thuộc họ Erebidae.